# NGC 2889
NGC 2889 ist eine Balken-Spiralgalaxie vom Hubble-Typ SBc im Sternbild Wasserschlange südlich der Ekliptik. Sie ist schätzungsweise 141 Millionen Lichtjahre von der Milchstraße entfernt.
Das Objekt wurde am 19. März 1786 von Wilhelm Herschel entdeckt.